# Мегарельєф
Мегарельєф (рос. мегарельеф, англ. megarelief, нім. Megarelief n, Grossrelief n) — найкрупніші елементи рельєфу земної поверхні: материкові виступи, западини океанів, гірські пояси, рівнинні країни, розломи планетарного масштабу виражені у рельєфі тощо. Форми М. обумовлені силами загальнопланетарного характеру, які взаємодіють з усіма іншими силами ендогенного та екзогенного характеру.